# Literatura polska – romantyzm

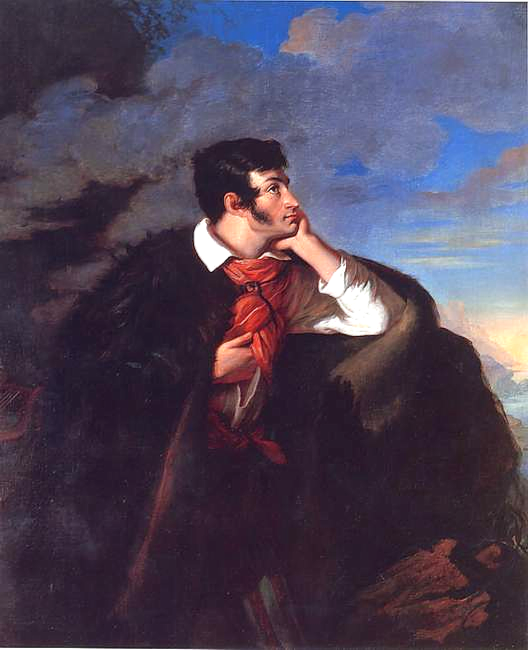
Walenty Wańkowicz, Portret Adama Mickiewicza na Judahu skale, 1827–1828

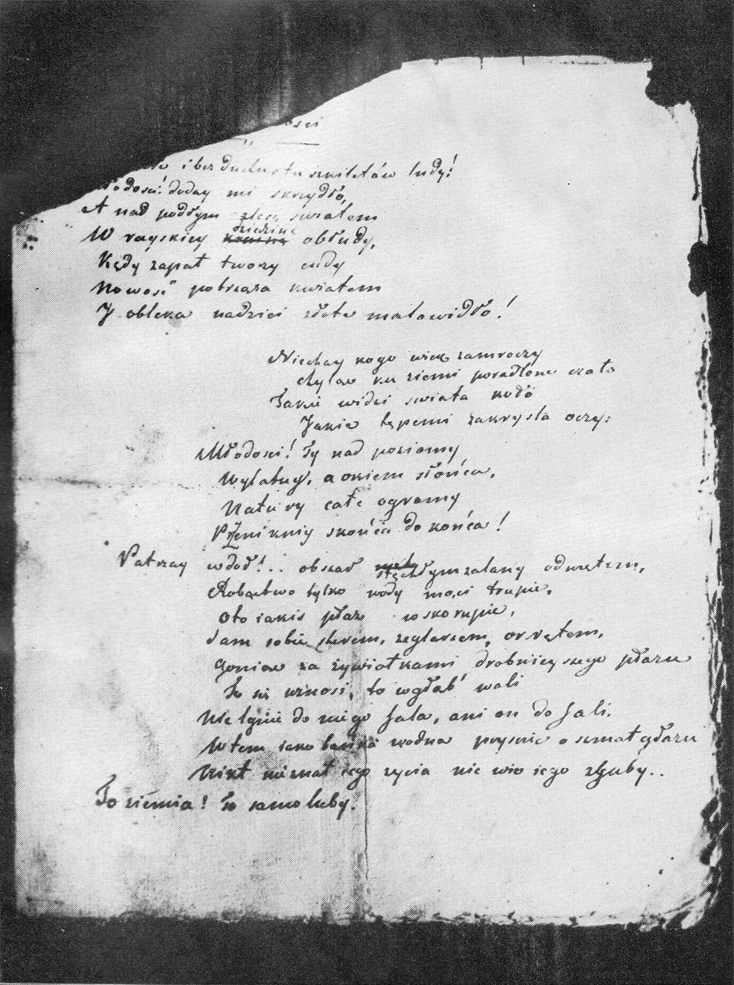
Oda do młodości – rękopis z 1820

Literatura polska okresu romantyzmu – epoka w historii literatury polskiej, w latach 1822–1863, odpowiadająca europejskiemu nurtowi późnego romantyzmu.

## Literatura w latach 1822–1830
Decyzją kongresu wiedeńskiego (1815) z części terytorium Księstwa Warszawskiego utworzono Królestwo Polskie, odrębny kraj zamieszkiwany przez Polaków, ale związany unią personalną z Rosją. Rosyjski car Aleksander I został królem Polski. Spotkało się to z aprobatą większej części polskiego społeczeństwa, ponieważ car uchodził za liberała i dzięki wysokiej kulturze oraz urokowi osobistemu umiał zjednywać sobie ludzi. Równocześnie Polacy wyrażali radość, że nazwa Polska nie została całkowicie wymazana po klęsce Napoleona i armii Księstwa Warszawskiego w kampanii 1812 roku. Szybko jednak okazało się, że prawdziwym celem cara nie jest autonomia, ale stopniowe podporządkowanie Królestwa Polskiego Rosji. Na porządku dziennym było łamanie konstytucji, a sytuacje między rosyjską władzą a polskim społeczeństwem dodatkowo zaogniało brutalne i niezrównoważone zachowanie carskiego brata Konstantego. W 1819 roku wprowadzono cenzurę, czego efektem były zamykanie czasopism oraz zakaz druków niektórych książek, takich jak Śpiewy historyczne Juliana Ursyna Niemcewicza czy Pielgrzym z Dobromila Izabeli Czartoryskiej. Wśród młodych ludzi zaczął się rodzić opór.

### Spór klasyków z romantykami
Literatura w pierwszych latach istnienia Królestwa Polskiego zdominowana była początkowo przez twórców wywodzących się z poprzedniej epoki oświecenia. Jednak stopniowo z Zachodu zaczęły docierać informacje o nowych prądach artystycznych poprzez przywożone z zagranicy czasopisma i książki, ale także dzięki miejscowej prasie (m.in. Pamiętnik Warszawski). Wydarzeniem literackim w tym okresie było opublikowanie przez Kazimierza Brodzińskiego w 1818 roku rozprawy O klasyczności i romantyczności tudzież o duchu poezji polskiej, w której obok rzetelnej informacji o romantyzmie poddał krytyce twórczość pisarzy oświeceniowych – klasyków. Wywołało to ripostę klasyków. Jeden z nich Jan Śniadecki w rozprawie O pismach klasycznych i romantycznych wyraził zaniepokojenie o dzieło epoki oświecenia i zarzucił romantykom pochwałę zacofania, ciemnoty i zabobonów.
Spowodowało to spór klasyków z romantykami, który z pozoru dotyczył literatury, a w rzeczywistości dotykał spraw szerszych (m.in. stosunek do zaborców). W 1820 roku Stanisław Kostka Potocki wykpił romantyczne urzeczenie średniowieczem w Podróży do Ciemnogrodu. Krytycznie o tym kierunku wyrażali się też inni twórcy klasycystyczni m.in. Kajetan Koźmian, Ludwik Osiński. Mimo to jednak romantyzm zyskiwał coraz większe powodzenie szczególnie wśród młodego pokolenia i z czasem stał się dominującym kierunkiem polskiej literatury. Spośród krytyków literackich zwolennikami nowych prądów w literaturze byli Franciszek Morawski, Franciszek Wężyk, Leon Borowski, Maurycy Mochnacki i inni. Franciszek Salezy Dmochowski w sporze klasyków z romantykami zajął postawę neutralną. Spór klasyków z romantykami trwał z większym lub mniejszym nasileniem do roku 1830.

### Twórczość literacka w latach 1822–1830
Najbardziej znanym poetą tego okresu był Adam Mickiewicz, urodzony w Zaosiu koło Nowogródka. Twórca ten początkowo pisał utwory zgodnie z obowiązującymi zasadami klasycyzmu, nacechowane moralistyką i ideałami patriotycznymi (m.in. debiut Zima miejska z 1818 roku). Jednak od 1820 poeta przełamywał stopniowo styl klasycystyczny, m.in. poprzez publikację słynnej Ody do młodości, która stała się hymnem młodego pokolenia romantyków. W tym samym roku poeta opublikował też Pieśń filaretów. Oprócz tego zaczął tworzyć cykl ballad, w których przedstawił wizję świata pełnego tajemnic, gdzie ludzie i istoty nadprzyrodzone spotykają się i żyją ze sobą (m.in. Lilie, Świteź, Pani Twardowska, Powrót taty). Do tego cyklu poeta dołączył kilka Wierszy różnych adresowanych do przyjaciół i opublikował całość jako Poezji tom pierwszy w 1822 roku. Choć tomik ten nie został wtedy dostrzeżony przez krytykę literacką to spotkał się z entuzjastycznym przyjęciem czytelników. Rok opublikowania tego tomu jest uważany za początek epoki romantyzmu w Polsce. W 1823 roku Mickiewicz opublikował drugi tom Poezji zawierający między innymi Grażynę, Dziady cz. II i IV. Tym razem utwory poety zostały dostrzeżone zarówno przez krytyków, jak i czytelników. Tymczasem w okupowanym kraju rodzić się zaczęły rozmaite ugrupowania spiskowe. Nie ominęło to Uniwersytetu Wileńskiego. Władze zareagowały natychmiast. W 1824 roku, doszło do fali aresztowań w środowisku intelektualistów wileńskich, także Mickiewicz został aresztowany i wywieziony w głąb Rosji. Pobyt w Rosji przyczynił się do poszerzenia jego horyzontów umysłowych, a okres ten był początkiem wielkiej sławy poety. Z tego okresu jego życia pochodzą takie utwory jak: Konrad Wallenrod, Sonety krymskie, ballady (m.in. Trzech Budrysów). Dzięki staraniom przyjaciół Mickiewiczowi udało się opuścić Rosję i wyjechać na Zachód. Z tego okresu pochodzą pełne pesymizmu wiersze poety (m.in. Do Matki Polki).
Innymi twórcami debiutującymi we wczesnej fazie romantyzmu byli autorzy należący do Ukraińskiej Szkoły poetów. Do najwybitniejszych twórców tej grupy poetyckiej należeli Józef Bohdan Zaleski (m.in. Rusałki), Antoni Malczewski (Maria – pierwsza polska powieść poetycka), Seweryn Goszczyński (m.in. Zamek Kaniowski). Z pisarzy nienależących do tej grupy wyróżniali się m.in. Maurycy Gosławski, Ludwik Nabielak oraz Józef Korzeniowski (Próby dramatyczne). Wielkim sukcesem okazały się pierwsze komedie Aleksandra Fredry (m.in. Pan Geldhab). W tym okresie także młody Zygmunt Krasiński opublikował swoje pierwsze utwory na łamach czasopism.

## Literatura w okresie powstania listopadowego
Powstanie listopadowe było konsekwencją romantycznego buntu przeciwko pokongresowemu porządkowi Europy. Nic też dziwnego, że to właśnie romantyczni literaci tworzyli najbardziej radykalne skrzydło powstania. Wśród spiskowców nocy z 29 na 30 listopada 1830 roku znajdowali się poeci Ludwik Nabielak i Seweryn Goszczyński. W szeregach wojska polskiego także znajdowała się większość romantycznych literatów. Wybuch powstania okazał się zwycięstwem koncepcji romantycznych, oznaczał więc koniec wpływu klasyków. Ci ostatni albo wycofali się z życia publicznego, albo przyłączyli się do romantyków (m.in. Franciszek Morawski).
Liryka okresu powstania listopadowego to przede wszystkim pieśni wojskowe i patriotyczne nawiązujące do Mazurka Dąbrowskiego Józefa Wybickiego oraz Warszawianki Casimira Delavigne’go. Poezja ta opiewała najbardziej pożądane cechy żołnierza oraz wzywała do walki o wolność. Uczyła odwagi i patriotyzmu. Wtedy to narodził się popularny w literaturze, malarstwie i muzyce polskiej XIX i XX wieku stereotyp kolorowego ułana z fantazją zdobywającego armaty i gromiącego przeważające siły nieprzyjaciół. Pod koniec powstania powstawała też poezja pisana w tonie przygnębiającym i smutnym opiewająca tragiczną dolę żołnierzy oraz smutne losy ojczyzny. Utwory te znane były w okresie walk polsko-rosyjskich, gdyż ukazywały się na łamach wydawanej wtedy prasy. W większych zbiorkach, w formach książkowych wydawane były jednak dopiero na emigracji, głównie w Paryżu i nierzadko pośmiertnie. Wiersze okresu powstania listopadowego tworzyli głównie twórcy anonimowi. Z poetów znanych wymienić można m.in. takich twórców jak zmarły z ran otrzymanych w boju Rajnold Suchodolski (m.in. wiersz Patrz Kościuszko na nas z nieba), zmarły w austriackim więzieniu Maurycy Gosławski (tom Poezja ułana polskiego poświęcona Polkom), Stefan Garczyński (Sonety wojenne), Seweryn Goszczyński (m.in. Marsz za Bug), Wincenty Pol (Pieśni Janusza), Franciszek Kowalski (słynny wiersz Ułan i dziewczyna z tomiku Miecz i lutnia). Oprócz poezji wojskowo-patriotycznej powstawały też w tym okresie utwory agitujące za realizacją ideałów wolności i postępu. Tego typu wiersze pisali m.in. Juliusz Słowacki (Oda do wolności i Hymn), jak również niektórzy poeci wymieni powyżej. Warto wymienić także słynny wiersz Adama Mickiewicza Reduta Ordona, który choć napisany po upadku powstania, uznawany był przez lata za jeden z najbardziej reprezentatywnych utworów wzywających do walki o wolność.

## Twórczość literacka w latach 1831–1865
Klęska powstania listopadowego i następujące po nim represje zmieniły oblicze literatury polskiego romantyzmu. Cechą najbardziej charakterystyczną stał się podział literatury polskiej na krajową i emigracyjną. Wiązało się to z koniecznością opuszczenia kraju przez wybitnych twórców zamieszanych w działalność narodowowyzwoleńczą, którym w kraju groziły śmierć lub zesłanie na Sybir. Ich utwory w kraju były zakazane. Tęskniąc za krajem wdawali się w jałowe spory między stronnictwami emigracyjnymi. Często ulegali wpływom różnego rodzaju sekt (towianizm) oraz irracjonalnych prądów umysłowych (mesjanizm, mistycyzm). Jednak to właśnie na emigracji powstały wtedy arcydzieła poetyckie polskiej poezji, które na trwałe zapisały się w kanonie polskiej literatury i tam też działali najwybitniejsi jej twórcy. Niezależnie od emigracji polska literatura rozwijała się także na ziemiach polskich. Krajowi pisarze tworzyli swoje dzieła w ciężkich warunkach, w atmosferze terroru, zagrożenia, poddawani dodatkowo presji cenzury. Wielu angażowało się w działalność konspiracyjną, niektórzy z nich byli represjonowani (np. Józef Ignacy Kraszewski, który trzy lata spędził w więzieniu w Magdeburgu). Byli i tacy, którzy łatwo pogodzili się z zaistniałą sytuacją i kierując się koniunkturalizmem zaczęli współpracę z najeźdźcami (m.in. Zygmunt Kaczkowski, Henryk Rzewuski).

### Emigracja

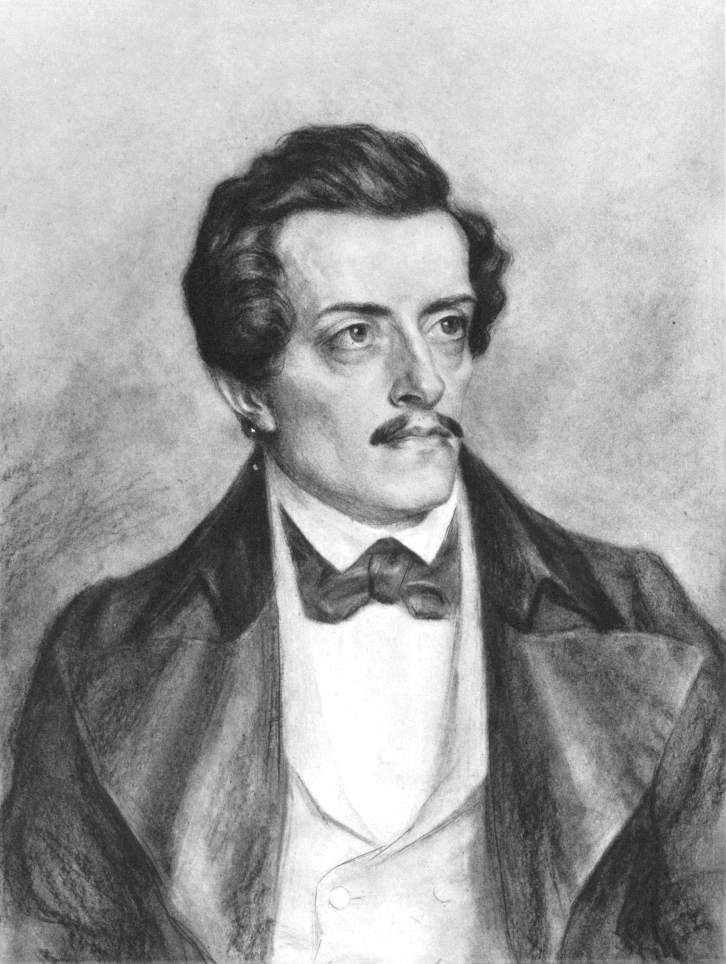
Juliusz Słowacki

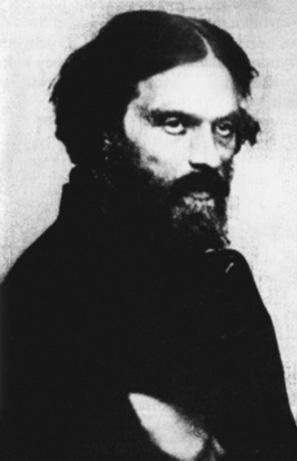
Cyprian Kamil Norwid

Najwybitniejszym twórcą i niekwestionowanym liderem, jeśli chodzi o literaturę, był w tym okresie Adam Mickiewicz, który wydał na emigracji m.in. Dziady cz. III oraz Księgi narodu polskiego i pielgrzymstwa polskiego. W dziełach tych lansował on tezę o wyjątkowym posłannictwie Polski, która miała być „Chrystusem narodów” (mesjanizm). Innym jego wybitnym dziełem był słynny Pan Tadeusz – nostalgiczne pożegnanie z upadającą Polską Szlachecką. Pod koniec życia napisał jeszcze wiele wierszy, między innymi pesymistyczne, pełne goryczy i zadumy Liryki lozańskie. Dla wielu współczesnych Adam Mickiewicz uchodził za autorytet moralny i czołowego patriotę.
Drugim czołowym poetą tego okresu był Juliusz Słowacki, tworzący w cieniu Mickiewicza i nierzadko z nim rywalizujący. Pierwszym dojrzałym debiutem tego twórcy był tom trzeci Poezji wydany w 1833 roku w Paryżu, zawierający między innymi Dumę o Wacławie Rzewuskim. Następnie wydał powieści poetyckie Lambro i Godzina myśli, które umocniły jego pozycję wśród emigracyjnych poetów. W wydanym początkowo anonimowo Kordianie podjął polemikę z mesjanistyczną koncepcją Mickiewicza, któremu zarzucał apoteozowanie męczeństwa, co jego zdaniem było czynnikiem osłabiającym wolę walki oraz zagubienie poezji w religii. W następnym swoim utworze Balladyna dał obraz estetyki romantycznej w Polsce. Słowacki był też autorem licznych wierszy, niedokończonego dramatu Holsztyński, niedokończonego poematu dygresyjnego Podróż do Ziemi Świętej z Neapolu, poematu Anhelli, dramatu Lilla Weneda oraz poematu dygresyjnego Beniowski.
Obok Mickiewicza i Słowackiego trzecim z wielkiej trójki romantycznych wieszczów był Zygmunt Krasiński, autor między innymi dwóch arcydzieł literatury polskiej Nie-boskiej komedii – chrześcijańskiej tragedii ukazującej grozę rewolucji, oraz Irydiona – utworu polemizującego z Konradem Wallenrodem, ukazującego wypaczenie charakteru spowodowanego dwulicową działalnością polityczną. Krasiński był też autorem wielu wierszy, poematów, powieści poetyckich m.in. antyrewolucyjnych Psalmów przyszłości, których pojawienie się wywołało polemikę z Juliuszem Słowackim. Słowacki w swojej Odpowiedzi na psalmy przyszłości zarzucił Krasińskiemu strach przed nieuniknionym etapem rozwoju ludzkości (tj. rewolucją).
Największą indywidualnością emigracyjnej poezji romantycznej był Cyprian Kamil Norwid, autor za życia niedoceniany i niezrozumiany, umarł w samotności i zapomnieniu. Odkryty dopiero w epoce Młodej Polski. Do najwybitniejszych jego dzieł należą m.in. W Weronie, Bema pamięci żałobny rapsod, Do obywatela Johna Brown, biała tragedia Pierścień wielkiej damy i inne. Był też Norwid autorem esejów i opowiadań. Większość jego dzieł wydano wiele lat po jego śmierci.
Oprócz wyżej wymienionych na emigracji tworzyli też tacy poeci jak Józef Bohdan Zaleski, Konstanty Gaszyński, Stefan Garczyński (Wacława dzieje), August Antoni Jakubowski, Seweryn Goszczyński. Wśród prozaików wyróżniał się m.in. Michał Czajkowski (m.in. Wernyhora), a w okresie późniejszym Zygmunt Miłkowski piszący pod pseudonimem Teodor Tomasz Jeż. Najwybitniejszym publicystą był Maurycy Mochnacki (Powstanie narodu polskiego).

### Literatura krajowa po 1831 roku
W poezji krajowej na czoło wysuwała się postać Aleksandra Fredry, najbardziej znanego jako autora komedii (m.in. Śluby panieńskie, Zemsta, Dożywocie), w których z przenikliwością ukazał barwny obraz życia i obyczajów szlacheckich, przy czym obce mu były metafizyczne i historio-filozoficzne uogólnienia właściwe dla epoki romantyzmu. Jego dramaty związane są ściślej z tradycjami oświecenia, charakteryzuje je ironiczny dystans do świata i ludzi (często zarzuca się Fredrze wręcz mizantropię). Fredro był także autorem pamiętnika Trzy po trzy.
W przededniu Wiosny Ludów silnie rozwinął się nurt rewolucyjny w poezji reprezentowany przede wszystkim przez Gustawa Ehrenberga, nieślubnego syna cara Aleksandra I (m.in. słynny wiersz Szlachta roku 1831) oraz Ryszarda Berwińskiego. Warto wspomnieć o Kornelu Ujejskim, zwanym ostatnim wajdelotą wielkiej poezji patriotycznej, który stworzył pełne patosu dzieła typu Skargi Jeremiego, Maraton, Chorał. Piękne wiersze patriotyczne pisał Mieczysław Romanowski, poległy w powstaniu styczniowym. Spośród poetów należących do tzw. Cyganerii Warszawskiej wyróżnili się m.in. Włodzimierz Wolski, Roman Zmorski, Józef Bohdan Dziekoński. Wybitne utwory tworzyli też Władysław Syrokomla i Lucjan Siemieński. Odrębne miejsce zajmowali twórcy zainspirowani folklorem ludowym. Do najwybitniejszych z nich zaliczał się poeta Teofil Lenartowicz (m.in. Lirenka). Wybitnymi badaczami i popularyzatorami ludowości byli m.in. Oskar Kolberg i Kazimierz Władysław Wóycicki.
W polskiej prozie krajowej liderem był bez wątpienia Józef Ignacy Kraszewski, autor ogromnej liczby powieści historycznych, z których wiele pokoleń Polaków uczyło się historii (m.in. Stara Baśń, Hrabina Cosel, Masław, Zygmuntowskie czasy). Był też autorem powieści obyczajowych (m.in. Ulana, Szalona) oraz patriotycznych współczesnych (Dziecię Starego Miasta). Z innych prozaików wymienić należy takich twórców jak Henryk Rzewuski (Pamiątki Soplicy, Listopad), Narcyza Żmichowska (Poganka), Walery Łoziński (Zaklęty dwór), Zygmunt Kaczkowski (autor cyklu powieści historycznych pt. Ostatni z Nieczujów, zawierającego między innymi powieść Murdelio), Józef Korzeniowski (Krewni, Spekulant), Józef Dzierzkowski (Salon i ulica), Ludwik Sztyrmer (Powieści nieboszczyka Pantofla) i wielu innych.

## Pisarze i poeci okresu romantyzmu
- Feliks Bernatowicz (1786–1836)
- Ryszard Berwiński (1819–1879)
- Stanisław Bogusławski (1804–1870)
- Aleksander Dunin Borkowski (1811–1896)
- Józef Dunin Borkowski (1809–1843)
- Kazimierz Brodziński (1791–1835)
- Antoni Czajkowski (1816–1873)
- Michał Czajkowski (1804–1886)
- Adam Jerzy Czartoryski (1770–1861)
- Jan Czeczot (1796–1846)
- Franciszek Salezy Dmochowski (1801–1871)
- Józef Bohdan Dziekoński (1816–1855)
- Gustaw Ehrenberg (1818–1895)
- Aleksander Fredro (1793–1876)
- Stefan Garczyński (1805–1833)
- Antoni Gorecki (1787–1861)
- Seweryn Goszczyński (1801–1876)
- Klementyna Hoffmanowa (1798–1845)
- Józef Korzeniowski (1797–1863)
- Zygmunt Krasiński (1812–1859)
- Józef Ignacy Kraszewski (1812–1887)
- Teofil Lenartowicz (1822–1893)
- Jadwiga Łuszczewska (1834–1908)
- Antoni Malczewski (1793–1826)
- Adam Mickiewicz (1798–1855)
- Teodor Tomasz Jeż (Zygmunt Miłkowski) (1824–1915)
- Maurycy Mochnacki (1803–1834)
- Cyprian Kamil Norwid (1821–1883)
- Wincenty Pol (1807–1882)
- Mieczysław Romanowski (1834–1863)
- Henryk Rzewuski (1791–1866)
- Lucjan Siemieński (1807–1877)
- Juliusz Słowacki (1809–1849)
- Wincenty Stroka (1837-1928)
- Władysław Syrokomla (1823–1862)
- Kornel Ujejski (1823–1897)
- Maria Wirtemberska (1768–1854)
- Józef Bohdan Zaleski (1802–1886)
- Narcyza Żmichowska (1819–1876)

## Inne ważne postacie epoki
- Edward Dembowski (1822–1846)
- Stanisław Kostka Potocki (1755–1821)
- Andrzej Towiański (1799–1878)
- Kazimierz Władysław Wóycicki (1807–1879)
- Fryderyk Chopin (1810–1849)
- Piotr Michałowski (1800–1855) malarz

## Popularne gatunki literackie
- ballada
- dramat
- dramat romantyczny
- pamiętnik
- poemat
- poemat dygresyjny
- powieść poetycka
- powieść historyczna
- psalm
- sonet

## Popularne motywy
- bajronizm
- faustyzm
- historia
- ludowość
- mesjanizm
- mistycyzm
- orientalizm
- prometeizm
- towianizm
- wallenrodyzm
- werteryzm
- winkelriedyzm

## Upamiętnienie
Uchwałą Sejmu RP IX kadencji z 17 listopada 2021 zdecydowano o ustanowieniu roku 2022 Rokiem Romantyzmu Polskiego. Patronom roku 2022 poświęcono wydanie specjalne Kroniki Sejmowej. 